# Afganistan na letnich igrzyskach olimpijskich
Reprezentanci Afganistanu występują na letnich igrzyskach olimpijskich od 1936 roku. Od tego czasu na IO wystąpili dwunastokrotnie (Afgańczyków nie było w Helsinkach, Montrealu, Los Angeles i Sydney).
Dotychczas Afganistan zdobył dwa brązowe medale – oba wywalczył Rohullah Nikpai w taekwondo.

## Klasyfikacja medalowa
| Miejsce             |                    |                    |                    | Razem              |
| ------------------- | ------------------ | ------------------ | ------------------ | ------------------ |
| 1936 Berlin         | 0                  | 0                  | 0                  | 0                  |
| 1948 Londyn         | 0                  | 0                  | 0                  | 0                  |
| 1952 Helsinki       | nie brał udziału   | nie brał udziału   | nie brał udziału   | nie brał udziału   |
| 1956 Melbourne      | 0                  | 0                  | 0                  | 0                  |
| 1960 Rzym           | 0                  | 0                  | 0                  | 0                  |
| 1964 Tokio          | 0                  | 0                  | 0                  | 0                  |
| 1968 Meksyk         | 0                  | 0                  | 0                  | 0                  |
| 1972 Monachium      | 0                  | 0                  | 0                  | 0                  |
| 1976 Montreal       | nie brał udziału   | nie brał udziału   | nie brał udziału   | nie brał udziału   |
| 1980 Moskwa         | 0                  | 0                  | 0                  | 0                  |
| 1984 L.A.           | nie brał udziału   | nie brał udziału   | nie brał udziału   | nie brał udziału   |
| 1988 Seul           | 0                  | 0                  | 0                  | 0                  |
| 1992 Barcelona      | nie brał udziału   | nie brał udziału   | nie brał udziału   | nie brał udziału   |
| 1996 Atlanta        | 0                  | 0                  | 0                  | 0                  |
| 2000 Sydney         | komitet zawieszony | komitet zawieszony | komitet zawieszony | komitet zawieszony |
| 2004 Ateny          | 0                  | 0                  | 0                  | 0                  |
| 2008 Pekin          | 0                  | 0                  | 1                  | 1                  |
| 2012 Londyn         | 0                  | 0                  | 1                  | 1                  |
| 2016 Rio de Janeiro | 0                  | 0                  | 0                  | 0                  |
| 2020 Tokio          | 0                  | 0                  | 0                  | 0                  |

## Medaliści letnich igrzysk olimpijskich z Afganistanu

### Brązowe medale
Rohullah Nikpai (taekwondo, Pekin 2008)
Rohullah Nikpai (taekwondo, Londyn 2012)